# Ryan Owens (kolarz)
Ryan Andrew Owens (ur. 29 września 1995 w Milton Keynes) – brytyjski kolarz torowy, srebrny medalista olimpijski i dwukrotny medalista mistrzostw świata.

## Kariera
Pierwsze sukcesy w karierze osiągnął w 2016 roku, kiedy zdobył srebrny medal w sprincie drużynowym na mistrzostwach Europy w Yvelines. Srebrne medale w tej konkurencji wywalczył także podczas mistrzostw świata w Apeldoorn (2018) i mistrzostw świata w Berlinie (2020).
Wystartował na igrzyskach olimpijskich w Tokio, gdzie Brytyjczycy w składzie: Ryan Owens, Jack Carlin i Jason Kenny ponownie zajęli drugie miejsce w sprincie drużynowym.
Ponadto zdobył srebrny medal w sprincie drużynowym podczas igrzysk Wspólnoty Narodów w Gold Coast (2018) i brązowy na igrzyskach europejskich w Mińsku (2019).